# Reycredo Bukit
Reycredo Beremanda Bukit (* 27. Januar 2004) ist ein indonesischer Fußballspieler.

## Karriere
Reycredo Bukit erlernte das Fußballspielen in der Jugend von Persib Bandung. Seinen ersten Vertrag unterschrieb er am 1. März 2024 in Nusantara beim Zweitligisten Nusantara United FC. Drei Monate später wechselte er auf Leihbasis zum singapurischen Erstligisten Balestier Khalsa. Sein Erstligadebüt gab Bukit am 18. Juli 2024 (9. Spieltag) im Auswärtsspiel gegen Albirex Niigata (Singapur). Bei der 7:2-Niederlage wurde er in der 77. Minute für Alen Kozar eingewechselt. Für Balestier bestritt er acht Erstligaspiele. Nach der Ausleihe kehrte er im Sommer 2025 nach Indonesien zurück.